# موریس کوک
موریس کوک (انگلیسی: Maurice Cook; ۱۰ دسامبر ۱۹۳۱ – ۳۱ دسامبر ۲۰۰۶) بازیکن فوتبال اهل بریتانیا بود.
از باشگاه‌هایی که در آن بازی کرده‌است می‌توان به باشگاه فوتبال واتفورد، باشگاه فوتبال بنبری یونایتد، باشگاه فوتبال فولام، و باشگاه فوتبال ردینگ اشاره کرد.